# Roman Dobeš
Roman Dobeš (* 29. července 1978 Gottwaldov) je český fotbalový záložník, od března 2015 působící v týmu FC Slušovice. 

## Klubové statistiky
Aktuální k datu : 2.12.2015
| Sezona | Klub               | Země      | Soutěž  | Zápasy | Góly |
| ------ | ------------------ | --------- | ------- | ------ | ---- |
| 01/02  | 1. FC Synot        | Česko     | 1. liga | 9      | 0    |
| 02/03  | FC Tescoma Zlín    | Česko     | 1. liga | 21     | 2    |
| 03/04  | FC Tescoma Zlín    | Česko     | 1. liga | 29     | 1    |
| 04/05  | FC Tescoma Zlín    | Česko     | 1. liga | 24     | 1    |
| 05/06  | FC Tescoma Zlín    | Česko     | 1. liga | 12     | 0    |
| 06/07  | FK AS Trenčín      | Slovensko | 1. liga | 0      | 0    |
| 07/08  | FC Dinamo Tbilisi  | Gruzie    | 1. liga | 20     | 3    |
| 08/09  | FK Bohemians Praha | Česko     | 1. liga | 24     | 8    |
| 09/10  | FK Bohemians Praha | Česko     | 1. liga | 24     | 3    |
| 10/11  | FC Tescoma Zlín    | Česko     | 2. liga | 27     | 9    |
| 11/12  | FC Tescoma Zlín    | Česko     | 2. liga | 27     | 3    |
| 12/13  | FC Fastav Zlín     | Česko     | 2. liga | 20     | 1    |
| celkem |                    |           |         |        |      |